# Голям императорски дворец
Големият императорски дворец (на гръцки: Μέγα Παλάτιον), също Свещен дворец в Константинопол е церемониалният център на Византийската империя в продължение на осемстотин години. В периода 330 до 1081 година е резиденция на императора. Построен от Константин Велики между Хиподрума и Света София, той е преустроен от Юстиниан и разширен от Теофил. Децата на императора, родени в пурпурната (багрената) зала, се наричат Багренородни. Целият дворцов комплекс, както и околните дворци Магнаура и Вуколеон, заемат площ около 400 000 м2. В Големия дворец има огромни зали за тържества, там се помещават много от официалните служби. Наоколо са разположени добре поддържани паркове. Големият дворец е обитаван главно от императорите до времето на Комнините, които преместват основната си резиденция в новия Влахернски дворец.
След превземането на Константинопол от турците дворецът е разрушен. Останките му са затрупани от следващи постройки и описанието му е известно само по писмени сведения. Частични археологически разкопки са правени едва през 1935 – 38 г. и намерените мозайки от двореца, датиращи от периода 450 – 550 г., са изложени в специален музей

## История
Най-старата част на двореца (Дафни), използвана от Константин и неговите приемници през IV и V век, е комплекс, разположен приблизително под днешната джамия Султан Ахмед. Разположен е бил непосредствено до Хиподрума, като императорът имал собствен коридор със спираловидна стълба към императорската ложа (kathisma). В съседство са били и обществените терми на Зевскип (на гръцки: Ζεύξιππος), имперският форум Августейон с монументална колона, на която Юстиниан поставя своя конна статуя през VI век, както и църквите „Света София“, „Света Ирина“ (Eirene) и по-късно „Св. Йоан“ и „Св. Сергий и Бакх“. Покрай тях е централната улица (Mese), по която преминават тържествените граждански и религиозни процесии. Входът в комплекса е наречен Chalke и е представлявал вестибюл с куполи, водещ към имперските канцеларии и помещенията на императорската гвардия. Комплексът е разполагал с множество градини и вътрешни дворове, един от които ограден с перистил и наречен „Базилика“. На изток вътре към крепостните стени са се спускали градини и са били разположени аристократични вили. Тази най-стара част се нарича „Горният дворец“
При следващите императори комплексът е разширяван на изток и юг. Той запазва церемониалните си функции (например по време на писането на De Ceremoniis през X век) и вече се нарича „Свещеният дворец“, като се появяват и нови сгради и пристройки. Например при Юстиниан II мястото на церемониите вече е тронната зала от края на VI век, Chrysotriklinos. Тя е облицована с разноцветен мрамор, а таванът ѝ е със златни украшения. Залата е двуетажна, на долния етаж има кръгла галерия. Отредена е и зала за аудиенции Consistorion
През VIII–IX в. при Теофил към комплекса на Големия дворец е изградена нова група здания, известни ни само по описанията на хронистите и Константин Багренородни (За церемониите, De Ceremoniis). Сред тях изпъква т. нар. триконхий – масивна двуетажна постройка с тронна зала. названието му идва от горния етаж с три апсиди (конхи). На долния етаж е имало голяма галерия, отделена от централната част с 19 колони. Тук са устройвани тържества и представления. Триконхий е имал позлатен покрив и богат интериор от разноцветни мрамори. Според описанията към него води перистил „Сигма“ (във формата на тази гръцка буква), с мраморни трибуни, басейн и фонтан. Освен това са описани няколко други дворцови сгради – Бисерния триклиний, Ерос, Мистерион, Камилас и Мусикос. При украсата и конструкцията на целия комплекс са използвани мозайки, релефи, арки, сводове, колонади и др. Така античните традиции се съчетават с елементи на църковната архитектура, като се отделя особено внимание на акустиката. Ловко използваният ефект на ехото в залата Мистерион изумява посетителите, особено варварските пратеничества. Преустройството засяга и някои части на Големия дворец – напр. известната зала Магнавра (Магнаура), където са разположени най-добрите образци на приложното изкуство и механиката, включително лъвове, птици и други „живи“ механизми на Лъв Математик. Тук са монтирани и два големи музикални органа. При строителството са използвани много заграбени елементи от античните храмове, което налага своя отпечатък върху тогавашната архитектура.

## Церемониал
Животът в двореца е бил подчинен в значителна степен на религиозните церемониали. На територията на дворцовия комплекс е имало множество църкви, а законите на империята се ръководели от църквата и декретите на църковните събори. Василевсът прекарвал живота си сред химни, псалми и процесии, за които научаваме от „За церемониите“. В тронната зала на двореца имало много религиозни реликви, а императорската спалня и трапезария били украсени с гигантски образи на Христос и Богородица на златен фон. Вратите на двореца се наричали „свещени врати“ и подобно на вратите на олтар се отваряли само в определени моменти. Всеки месец с голяма тържественост е ставало благославянето на императорския дом, като през помещенията се разнасяли свещени икони. Василевсът в своя дворец бил сътрапезник на Бога, Богородица и ангелите. В църквите той имал собствена стая, метаторион (напр. в „Света София“ и „Свети апостоли“)